# Wout Gooris
Wout Gooris (1987) is een Belgische pianist, voornamelijk actief in jazz. Hij begon zijn muzikale studies aan het Stedelijk Conservatorium Mechelen en studeerde later aan het Koninklijk Conservatorium Antwerpen.
Wout Gooris Trio was in 2015 winnaar van de wedstrijd Jong Jazztalent Gent. Het trio bestaat verder uit Nathan Wouters op contrabas en Stijn Cools op drums. Hun eerste album ‘Current’ verscheen in 2015.
In 2018 volgde Some Time van Wout Gooris Trio & Chisholm/Vann. Het trio breidt uit tot een kwintet met Hayden Chisholm op altsax en Erwin Vann op tenorsax.
In 2016 verscheen het mini-soloalbum Voor Jef
Gooris speelt in duo met trompettist Sam Joris onder de naam Jogo sinds 2017.
Als sideman is Gooris actief in Book Of Air vvolk (granvat), Black Mango, Marjan Van Rompay Wolf Trio, Roselien (Tobbackx) en 8 o’clock shadows van Sam Joris.

## Discografie
- Intercord and the Unicorn - EP Glossolalia (2012)
- Winther - Downfall (2014)
- Marjan Van Rompay Group - Comfort, Solace & Peace (2015)
- Wout Gooris Trio - Current (2015)
- Winther - Katharina (2015)
- Voor Jef - Wout Gooris (2016)
- Book Of Air vvolk - (2016)
- Black Mango - Djirri Djarra (2017)
- Brasil Pramim - René Calvin (2017)
- Roselien - I Had A Dream (2017)
- Some Time - Wout Gooris Trio & Chisholm/Vann (2018)

## Links
- (en)  Wout Gooris op Discogs